# 瓦利 (阿拉巴马州)
瓦利（英語：Valley）是美国阿拉巴马州下属的一座城市。面积约为11.03平方英里（约合28.57平方公里）。根据2010年美国人口普查，该市有人口9,524人，人口密度为863.46/平方英里（约合333.36/平方公里）。